# Sophia Brahe
Sophia (of Sophie) Thott Lange (geboren 24 augustus 1559 of 22 september 1556  - 1643), bekend onder haar meisjesnaam Brahe, was een Deense vrouw van adel en tuinier met kennis van astronomie, scheikunde en geneeskunde. Voor haar astronomische waarnemingen werkte ze nauw samen met haar broer Tycho Brahe.

## Biografie
Ze werd geboren in Slot Knudstrup  als jongste van tien kinderen. Ze was de dochter van Otte Brahe, de rigsråd of adviseur van de koning van Denemarken, en Beate Bille Brahe, hoofd van de hofhouding van koningin Sophie. Sophia's oudste broer was de astronoom Tycho Brahe. Hoewel hij meer dan tien jaar ouder was dan zij en in een apart huishouden was opgegroeid, hadden ze een heel hechte band als tieners.  Broer en zus deelden een passie voor wetenschap en voelden zich verenigd in hun verzet tegen de familieopvatting dat dergelijk werk ongepast was voor de adel.  Ze verlangden allebei naar een leven vol wetenschap en kennis in plaats van de plichten van een persoon van adel.
Ze trouwde met Otto Thott in 1579, die 33 jaar oud was. Ze was destijds minstens 20 jaar oud. In 1850 kregen ze een zoon, Tage Thott (gestorven 1658). Haar echtgenoot overleed op 23 maart 1588. Na de dood van haar man beheerde Sophie Thott zijn landgoed in Eriksholm (tegenwoordig Slot Trolleholm) totdat haar zoon meerderjarig werd. Gedurende deze tijd werd ze naast haar studie scheikunde en geneeskunde ook tuinbouwkundige. De tuinen die ze in Eriksholm aanlegde, zouden uitzonderlijk geweest zijn.  Sophie was vooral geïnteresseerd in het studeren van scheikunde en medicijnen volgens de leer van Paracelsus , waarin kleine doses gif als sterke medicijnen werden toegediend. Ze behandelde voornamelijk de plaatselijke armen.  Vrouwen hadden vaak geen recht op een universitair diploma. Hoewel ze geneeskunde dus niet als legitieme arts kon uitoefenen zonder diploma, genoot ze van de beperkte vrijheid die ze kon uitoefenen op medisch gebied. Daarnaast hielp ze haar broer bij het maken van horoscopen als astrologe.
Op 21 juli 1587 verleende koning Frederik II van Denemarken officieel de titel van het landgoed Årup, gelegen in het huidige Zweden, aan Sophia Brahe middels een ondertekend document.
Sophia was een regelmatige bezoeker van Uranienborg, waar ze Erik Lange ontmoette, een edelman die zich bezighield met de studie van alchemie en een vriend van haar broer Tycho was.   Ondanks zijn adellijke status, had Lange weinig financiële middelen. Zijn toewijding aan alchemie, met name zijn pogingen om goud te produceren, bracht hem financiële instabiliteit. In 1590 bezocht Sophia Uranienborg dertien keer en verloofde zich met Lange. Door Lange’s uitgaven aan alchemie-experimenten, werd hun huwelijk uitgesteld terwijl hij schuldeisers ontweek en naar Duitsland reisde op zoek naar beschermheren voor zijn werk. Gedurende deze periode schreef Tycho Brahe het Latijnse epische gedicht "Urania Titani" als een fictieve brief van Sophia aan Lange, daterend uit 1594. Tycho verbeeldde Sophia als Urania, de muze van de astronomie , wat zijn waardering voor haar wetenschappelijke bijdragen benadrukte.
In 1599 bezocht Sophia Lange in Hamburg, maar het huwelijk vond pas plaats in 1602 in Eckernförde. Ze leefden daar enige tijd onder zeer armoedige omstandigheden. Sophia schreef een uitvoerige brief aan haar zus Margrethe Brahe waarin ze vertelde dat ze op haar trouwdag kousen moest dragen die gaten vertoonden. Lange's trouwkleding moest na de ceremonie terug naar het pandjeshuis omdat het paar het zich niet kon veroorloven deze te behouden. Ze uitte haar frustratie over haar familie die haar wetenschappelijke ambities niet erkende en haar het geld onthield waarop ze recht had. In 1608 verbleef Erik Lange in Praag, waar hij in 1613 overleed, aldus het Det Kongelige Bibliotek.
Sophia werd vaak bespot en gemeden vanwege haar persoonlijke leven en haar huwelijk. Haar keuze om met Erik Lange te trouwen, waar haar familie fel op tegen was, leidde ertoe dat velen haar de rug toekeerden. Alleen haar broer Tycho steunde haar in deze beslissing. 
Sophie Brahe financieerde persoonlijk de restauratie van de plaatsleijke kerk, Ivetofta Kyrka, en had het plan om daar begraven te worden. Het deksel van haar ongebruikte sarcofaag bevindt zich nog steeds in de wapenkamer van deze kerk. Echter, tegen 1616 was ze permanent naar Zeeland verhuisd en vestigde zich in Helsingør. In  Zeeland, meer bepaald in Elsinore, legde ze zich toe op tuinbouw en het kweken van geneeskrachtige planten. Sophie besteedde haar laatste jaren aan het schrijven van de genealogie van Deense adellijke families, waarvan de eerste uitgebreide versie in 1626 verscheen, met latere toevoegingen. Haar werk wordt nog steeds erkend als een belangrijke bron voor de vroege geschiedenis van de Deense adel, volgens het Det Kongelige Bibliotek. Ze stierf in 1643 in Helsingør en werd begraven in de oude kerk van Torrlösa in het dorp Torrlösa, ten oosten van Landskrona in het toenmalige Denemarken, nu in het zuiden van Zweden. In deze kerk stond een grafkapel voor de familie Thott die een tijd bleef bestaan, zelfs nadat de kerk halverwege de 19e eeuw werd afgebroken. Een nieuwe kerk werd dichtbij gebouwd. Tegenwoordig markeert een stenen zetting de contouren van de Thott-kapel, terwijl de grafsteen van Sophie Brahe nog steeds aanwezig is.

## Carrière en onderzoek

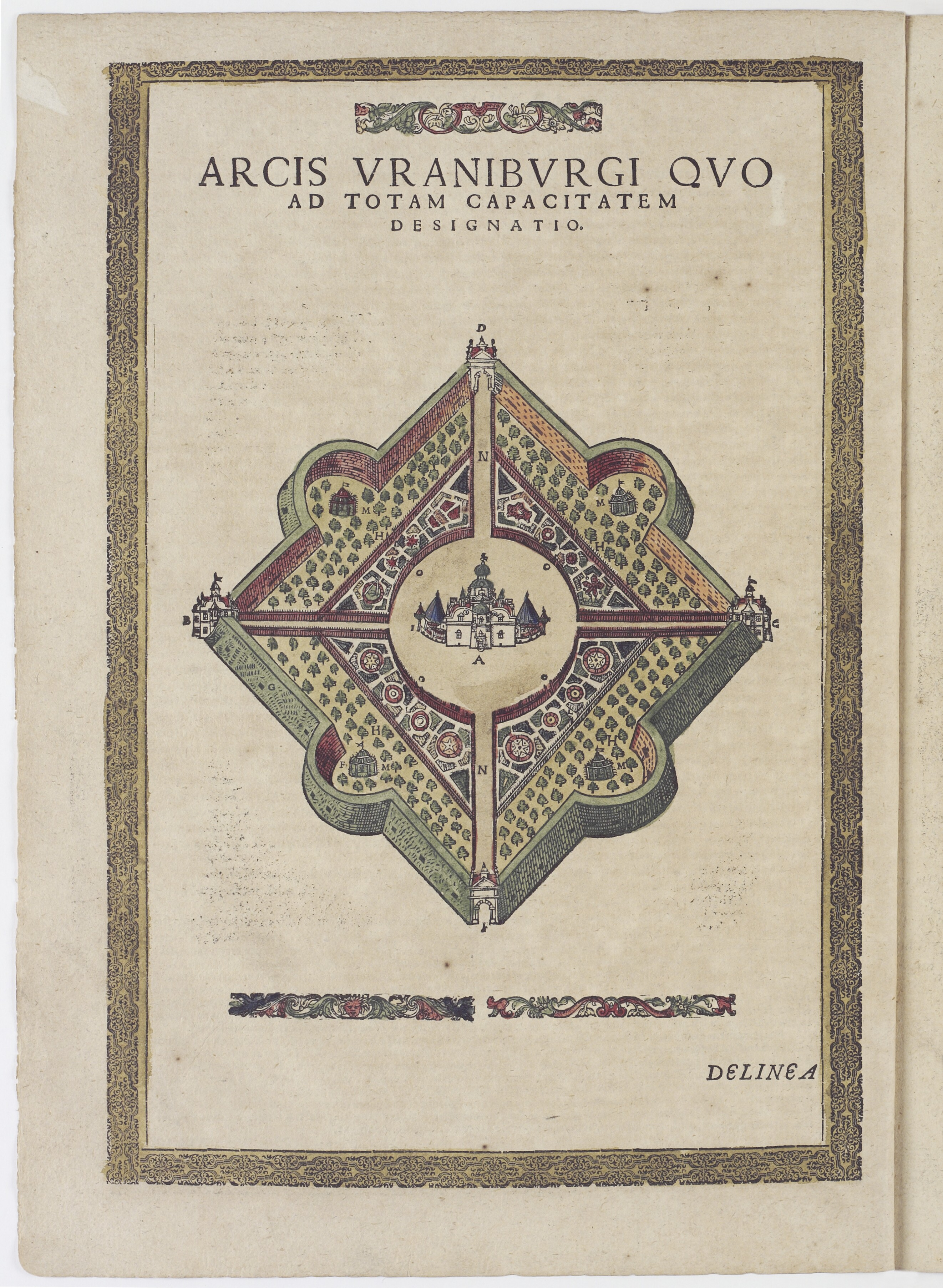
Een houtsnede van het Uranienborg-observatorium van Tycho Brahe

Tycho schreef dat hij Sophia had opgeleid in tuinbouw en scheikunde, maar hij ontmoedigde haar aanvankelijk om astronomie te studeren. In plaats daarvan leerde Sophia zelf astronomie, studeerde boeken in het Duits en liet met haar eigen geld Latijnse boeken vertalen, zodat ze die ook kon lezen.  Later in hun beide carrières begon Tycho haar te ontmoedigen haar onderzoek naar de astronomie voort te zetten, omdat hij vond dat het te complex was voor de talenten van een vrouw. 
Een groot deel van Tycho's bezorgdheid over Sophia's kennis kwam echter niet voort uit zorgen over haar vermogen om astronomische waarnemingen uit te voeren. Hij was eerder bang dat ze niet het kennisniveau zou kunnen bereiken dat nodig is om te werken op het gebied van de astrologie, dat onlosmakelijk verbonden was met de astronomie. Als astronomen zou van de Brahes worden verwacht dat ze horoscopen zouden leveren, die door hun klanten zeer serieus zouden zijn genomen. 
Sophia bezocht regelmatig Uranienborg, het observatorium van Tycho Brahe op het destijds Deense eiland Hveen.  Zij assisteerde hem daar bij astronomische waarnemingen voor zijn publicatie De nova stella, of Over de Nieuwe Ster. Specifiek hielp ze bij een reeks waarnemingen op 11 november 1572, die leidden tot de ontdekking van de supernova, nu bekend als SN 1572, en bij de waarnemingen van de maansverduistering op 8 december 1573. De ontdekking van SN 1572 was van groot belang, omdat het bijdroeg aan het groeiende bewijs dat het geocentrische model van het universum leek te weerleggen. Sophia's bijdrage was ook cruciaal voor Tycho’s werk op het gebied van de banen van hemellichamen, wat de basis legde voor moderne methoden om de posities van de planeten te voorspellen. Tycho's onderzoek naar deze banen omvatte de meest nauwkeurige metingen van de bewegingen van planeten voor de uitvinding van de telescoop.  Hoewel Tycho vele astronomische instrumenten ontwierp die voor de metingen werden gebruikt, was Sophia een van de assistenten die deze metingen daadwerkelijk uitvoerden. 
Hoewel Tycho andere assistenten had, en onduidelijk is in hoeverre Sophia persoonlijk heeft bijgedragen aan elk van deze ontdekkingen, prees hij haar wel voor haar inzet en refereerde hij met bewondering aan haar animus invictus, oftewel "vastberaden geest".
Na haar waardevolle bijdragen aan de astronomie in de jaren 1570 verkreeg Sophia Brahe meer zelfstandigheid in haar astronomisch onderzoek dan tevoren. Hoewel Tycho Brahe aanvankelijk serieuze twijfels had over Sophia's bekwaamheid om de complexiteiten van horoscopen te doorgronden, nam zij, tijdens Tycho's frequente afwezigheid van Uranienborg tussen 1588 en 1597, een groot deel van zijn astrologische taken voor hun cliënten op zich. 
Nadat de Brahes enkele cruciale waarnemingen hadden voltooid, verzocht Tycho Brahe om financiële steun van koning Frederik II van Denemarken, ook bekend als Frederik de Grote, voor de uitbreiding van de observatiefaciliteiten op Hveen. Hoewel de koning aannam dat de observatoria voornamelijk voor Tycho's persoonlijke onderzoek bedoeld waren, is het bekend dat sommige faciliteiten specifiek voor Sophia werden opgezet, zodat zij daar haar eigen waarnemingen kon verrichten. Veel van de gegevens die tijdens Tycho's leven werden verzameld, gingen uiteindelijk over naar zijn leerling Johannes Kepler, en niet naar zijn zus, Sophia Brahe. Toch kan gesteld worden dat het werk waarin Sophia Brahe haar broer assisteerde, een fundament vormde voor de latere wetenschappelijke ontwikkelingen van Isaac Newton.
Zoals blijkt was Sophia meer gericht op praktische ervaringen en observaties dan op het experimenteren. Dit aspect van haar aanpak kwam duidelijk naar voren tijdens haar huwelijk. In 1602 hertrouwde Sophia met de alchemist Erik Lange. Lange was, zoals veel alchemisten van die tijd, gericht op het transmuteren van verschillende metalen naar goud. Tycho en Sophia verwierpen beiden het idee van goudcreatie door alchemie. In de jacht op dit doel spendeerde Lange, gesteund door zijn vrouw, al hun gespaarde geld, wat leidde tot extreme armoede. Na de dood van Erik Lange kon Sophia met haar zoon terugkeren naar Denemarken, waar ze waarschijnlijk financiële steun kreeg. Terug in Denemarken kon ze haar wetenschappelijke activiteiten hervatten en zich wijden aan het schrijven van de genealogie van Deense adellijke families.

## Urania Titani
Urania Titani is een gedicht van zeshonderd regels, geschreven in februari 1594, dat een fictieve liefdescorrespondentie tussen Sophia en Erik Lange verbeeldt.  Het gedicht, dat pas in 1668 gepubliceerd werd door Peder Resen, is opgesteld in een Ovidiaanse heroïdevorm. Deze vorm kenmerkt zich doordat het gedicht leest als een serie brieven van een vrouwelijke hoofdrolspeler aan haar geliefde. De benaming 'Ovidiaanse heroïde' is afgeleid van de Romeinse dichter Ovidius, die deze dichtvorm populariseerde.
Er heerst controverse over de auteurschap van het gedicht Urania Titani: sommigen beweren dat Sophia het schreef, terwijl anderen geloven dat haar broer Tycho de echte auteur was. Peder Resen, die het gedicht publiceerde, dacht dat Sophia de auteur was, vanwege haar rol als verteller in het gedicht. Echter, Tycho schreef op 26 juli 1594 een brief aan Thomas Craig, waarin hij zelf claimde de auteur te zijn.   Bovendien was de Ovidiaanse heroïdevorm, waarin het gedicht is geschreven, nooit eerder gebruikt in Denemarken, het thuisland van Sophia. Het eerste bekende Deense gedicht in deze vorm dateert uit 1775, wat ruim 200 jaar na "Urania Titani" is. Dit maakt het onwaarschijnlijk dat Sophia bekend was met deze dichtvorm, in tegenstelling tot Tycho. Er is geen bewijs dat Tycho's bewering in de brief aan Thomas Craig onjuist is. Toch denken sommigen dat Sophia hielp bij het schrijven van Urania Titani. Dit idee komt voort uit het feit dat Tycho het gedicht in het Latijn schreef, een taal die Sophia niet vloeiend sprak.  Desondanks was het gedicht zeer persoonlijk, wat sommige mensen doet vermoeden dat Tycho hulp nodig had bij het creëren ervan.
Urania Titani is niet alleen een liefdesverhaal, maar bevat ook beschrijvingen van de horoscopen van Sophia, Tycho en Erik Lange, waardoor historici hun exacte geboortedata kunnen vaststellen. In het gedicht wordt Sophia door Tycho voorgesteld als Urania, de muze van de astronomie uit de Griekse mythologie, en Erik als een Titan, een zoon van Uranus.   Het verhaal toont Sophia die verlangt naar haar man terwijl hij in het buitenland alchemie studeert. Het gedicht gaat diep in op persoonlijke en gevoelige onderwerpen; zo beschrijft het bijvoorbeeld Sophia's wens om een kind te krijgen met Erik.
Verder benadrukt Urania Titani de wederzijdse afhankelijkheid tussen Sophia en Tycho, inclusief hun gedeelde overtuigingen.  Het gedicht dient ook als een krachtige getuigenis van Tycho's relatie met zijn zus, waarmee hij publiekelijk zijn verbondenheid bevestigt, zichzelf positioneert als een renaissanceman, en openlijk trots is op zijn samenwerking met zijn zus.

## Genealogie
Sophia Brahe heeft zich onderscheiden door haar werk op het gebied van genealogie. Haar eerste belangrijke genealogische werk rondde ze af in 1600.  In die periode werden genealogische gegevens bewaard in zogenaamde familieboeken. Deze boeken waren uitgebreide documenten die niet alleen namen van familieleden bevatten, maar ook familietradities en verschillende vertakkingen van de familie. 
In haar eigen versies van deze familieboeken, nam Sophia correspondentie op met andere vrouwen over hun gezamenlijke afkomst en mogelijke familieconnecties. Ze voegde ook familieanekdotes toe, maar liet zelden haar persoonlijke commentaar achter in haar werken. Dit type werk was typisch voor vrouwen in haar tijd, die gewaardeerd werden om hun fraaie handschrift en hun vaardigheden in het beheren van het huishouden, wat hen goed positioneerde om de geschiedenis en tradities van hun families te documenteren en te bewaren. 

## Nalatenschap
Sophie Brahe en haar broer Tycho vertegenwoordigen samen de bloei van literatuur en wetenschap tijdens de Deense Renaissance. Ze werkte nauw samen met haar broer bij zijn wetenschappelijke werkzaamheden en wordt gezien als zijn muze. Hun hechte relatie wordt treffend verwoord door de dichter Johan L. Heiberg, die waarschuwde: "Denemarken mag nooit de nobele vrouw vergeten die, in geest veel meer dan in vlees en bloed, de zus van Tycho Brahe was; de stralende ster aan onze Deense hemel is inderdaad een dubbele ster."
In 1626 voltooide Sophie een indrukwekkend manuscript van 900 pagina's over de genealogieën van 60 Deense adellijke families. Dit manuscript is nu in het bezit van de Universiteit van Lund, en vormt een belangrijke bron voor de studie van de Deense adelsgeschiedenis. Dit werk illustreert haar diepgaande bijdrage aan de genealogie en de culturele erfenis van Denemarken.
- Bibliothèque nationale de France: cb145112326 (data)
- Gemeinsame Normdatei: 119230666
- International Standard Name Identifier: 0000 0000 5183 2203
- KulturNav: 1b66dfd5-7007-426a-a8a4-3d1fd4656f5d
- Library of Congress Control Number: n85291420
- Nationale Bibliotheek van Israël: 987007444929905171
- Nederlandse Thesaurus van Auteursnamen: 163430675
- LIBRIS: 313503
- SNAC: w6bs9k8w
- Système universitaire de documentation: 083593500
- Virtual International Authority File: 419149196280474790841